# NGC 266
NGC 266 (również PGC 2901 lub UGC 508) – galaktyka spiralna z poprzeczką (SBab), znajdująca się na granicy gwiazdozbiorów Andromedy i Ryb. Została odkryta 12 września 1784 roku przez Williama Herschela. Jest to galaktyka z aktywnym jądrem typu LINER.
Do tej pory w galaktyce zaobserwowano jedną supernową: SN 2005gl, odkrytą 5 października 2005 roku przez T. Pucketta i P. Ceravolo, która osiągnęła jasność obserwowaną 16,2m.